# Gorgonum Mons
Il Gorgonum Mons è una struttura geologica della superficie di Marte.